# 花桥站 (成都市)
花桥站为成都地铁10号线的车站，位于中国四川省成都市新津区花桥街道大件路，因地处花桥街道得名，于2019年12月27日启用。本站是地铁10号线小交路的终点站。

## 车站结构

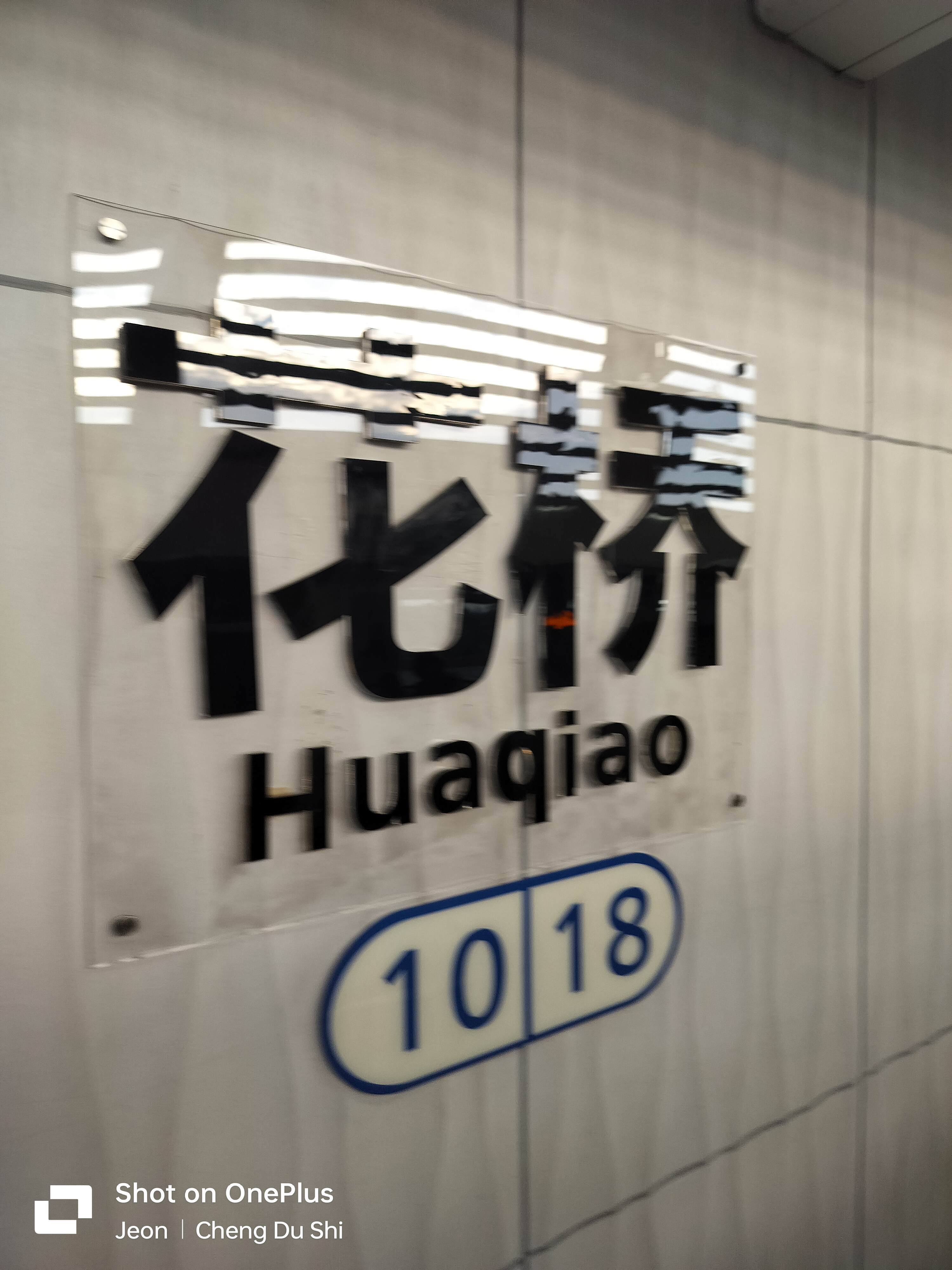
大字壁

本站为高架岛式站台车站。
| 地上三层                   | 站台 | \| \| \| 10号线往太平园（新津站） \| \| 島式 · 開左邊车门 · 等候室 \| \| \| \| \| \| 10号线往新平（五津） \| |
| 地上二层                   | 站厅 | 自助购票 客服中心                                                                                            |
| 地面                       | ·    | 出口A – D 无障碍卫生间                                                                                       |
|                            |      | 10号线往太平园（新津站）                                                                                     |
| 島式 · 開左邊车门 · 等候室 |      | |
|                            |      | 10号线往新平（五津）                                                                                         |

- 大字壁

## 出入口
本站目前开放7个出入口。
|                             |              |                    |      |
| 编号                        | 设施         | 指示               | 照片 |
| ·                           | 无障碍电梯   | 大件路南段、仁和街 |      |
| 出口 · B · 1 · 出口 · B · 2 |              | 大件路南段         |      |
| 出口 · C                    | 无障碍卫生间 | 大件路南段         |      |
| 出口 · D · 1 · 出口 · D · 2 | 无障碍电梯   | 大件路南段         |      |

## 公交换乘
- 地铁花桥站：花源1路